# 察里夫卡 (科羅斯特舍夫區)
50°21′36″N 29°15′54″E / 50.36000°N 29.26500°E
察里夫卡（烏克蘭語：Царівка）是烏克蘭北部的村莊，隸屬日托米爾州的日托米爾區。該村始建於1861年，面積0.18平方公里，海拔高度160米，2001年人口206，人口密度每平方公里1,125.68人。

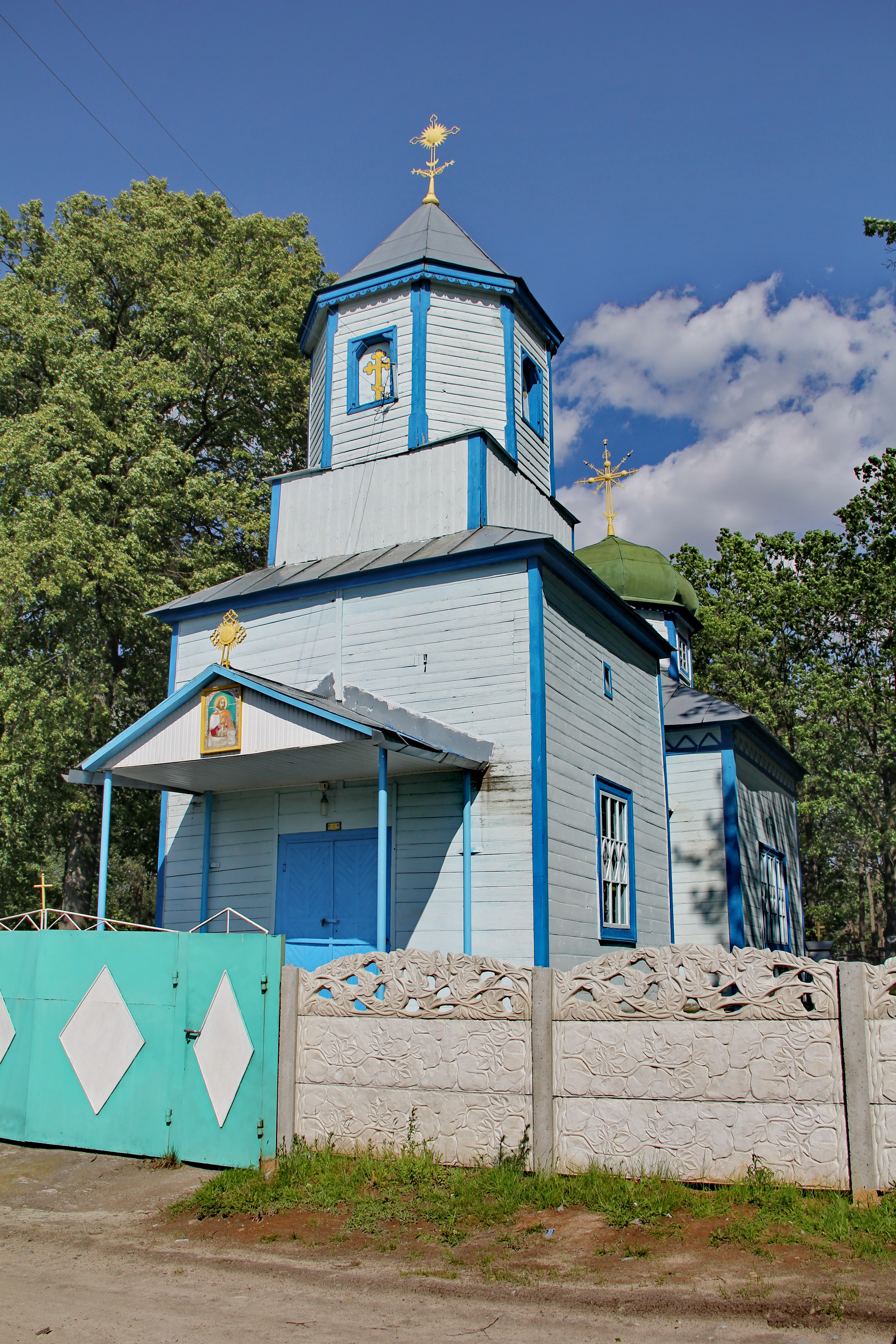